# Krzysztof Karoń
Krzysztof Piotr Karoń (ur. 3 lutego 1955 w Tomaszowie Mazowieckim, zm. 22 kwietnia 2023 w Warszawie) – polski publicysta, bloger, youtuber, autor cyklu wykładów „Program Wiedzy Społecznej”.

## Życiorys

### Młodość i wykształcenie
Urodził się 3 lutego 1955 w Tomaszowie Mazowieckim, w rodzinie nauczycielskiej. Mieszkał w Warszawie, gdzie ukończył szkołę średnią. Pytany o wykształcenie oraz kompetencje zawodowe unikał odpowiedzi, prosząc, żeby nie skupiać się na jego osobie, lecz wyłącznie na temacie podjętej debaty.

### Działalnośćpoligraficzna
Od roku 1990 pracował w zajmującej się projektowaniem i realizacją poligraficzną wydawnictw reklamowych firmie A.R. KARO. Od roku 1994 współpracował z producentem urządzeń do profesjonalnej oceny koloru – firmą KAROŃ Lettero Zakład Produkcyjny Sp. z o.o.
Opublikował dwie książki dotyczące grafiki, składu komputerowego i poligrafii: Color management: teoria i praktyka (Warszawa, 1998) oraz Techniki druku i komputer (Warszawa, 2000).
Na początku XXI wieku prowadził kawiarnię Kultura, która oprócz usług gastronomicznych oferowała usługi poligraficzne.

### Działalność publicystyczna
Około 2010 roku założył witrynę „World Museum” (historiasztuki.com.pl), na której publikował autorskie opracowania z dziedziny historii sztuki i kultury.
25 marca 2011 roku założył kanał YouTube Historia Sztuki 2011, który później przemianował na program wiedzy społecznej. Początkowo publikował tam nieme prezentacje opisujące dorobek konkretnych artystów i wybrane zagadnienia z dziedziny historii sztuki. 21 stycznia 2016 roku zamieścił na kanale pierwszy film ze swoim wizerunkiem i głosem. Film ten, poświęcony Altero Spinellemu był pierwszym w kolejności publikowania, a 21. w cyklu wykładów nazwanych „Program wiedzy społecznej” i przedstawiających autorski program edukacyjny z zakresu wiedzy o społeczeństwie dla szkół średnich. Program ten wprowadza w zagadnienia społeczne uwzględniając aspekty z dziedzin filozofii, religii, socjologii, antropologii, historii, ekonomii oraz psychologii. Około 2017 roku założył witrynę „Program Wiedzy Społecznej” (wiedzaspoleczna.pl) na którym publikował materiały związane ze swoją działalnością publicystyczną.
W 2018 roku ukazała się jego monografia „Historia antykultury”, za którą w 2019 roku otrzymał nagrodę Polsko-Amerykańskiej Fundacji Edukacji i Rozwoju Ekonomicznego i był nominowany do Nagrody Literackiej im. Józefa Mackiewicza.
W ostatnich latach życia Karoń był aktywny w przestrzeni mediów, głównie internetowych; gdzie wypowiadał się głównie na temat zagrożeń jego zdaniem płynących z ideologii marksizmu. Gościł m.in. w programach telewizji internetowych Media Narodowe, wRealu24, wPolsce.pl i PCh24. W listopadzie 2022 udzielił ostatniego wywiadu, w którym zapowiedział wydanie drugiej książki.
Zmarł 22 kwietnia 2023 w Warszawie, z powodu choroby nowotworowej.

## Poglądy i reakcje
Deklarował się jako dogmatyk bezkrytycznie uznający życie społeczne jako wyznacznik wychowania i samorealizacji. Uważał, że czasy współczesne charakteryzują się upadkiem kultury, a za główną przyczynę tego stanu rzeczy odpowiadać ma odejście od moralności ukształtowanej przez chrześcijaństwo, głównie katolicyzm. W szczególności podkreślał, że esencją oraz praprzyczyną konfliktów społecznych jest naturalna skłonność człowieka do kradzieży, oraz że do przezwyciężenia jej potrzebne jest wychowanie kulturowe człowieka, natomiast przyswojenie moralności ograniczającej jest kluczowe w celu realizacji przez społeczeństwa idei nie-okradania się nawzajem. Efektem końcowym ma być wychowanie oraz nabycie umiejętności wykonywania pracy pożytecznej dla drugiego człowieka (etos pracy). Krzysztof Karoń w swoich rozważaniach koncentrował się przede wszystkim na analizie różnych form zniewolenia człowieka, krytykując tym samym komunizm, socjalizm oraz kapitalizm. Twierdził on, że głównym błędem w interpretacjach powszechnych jest problem niedostrzegania rzeczy, które uznawane są przez niego za oczywiste fakty:
- człowiek nie rodzi się dorosły i należy go wychować,
- dziecko nie przymusi się samo do edukacji,
- człowiek nie jest z natury dobry,
- wolność bez dóbr jest pustym frazesem,
- dobra nie produkują się same,
- transakcja, w której jedna ze stron nie otrzymuje dobra ekwiwalentnego, zawsze musi być pewną formą kradzieży[19][20].

Karoń zdecydowanie krytykował marksizm, uważając go za rdzeń procesu demoralizacji człowieka, nazwany przez niego antykulturą. Analizując kulturowe aspekty antropologii marksistowskiej postulował, że marksiści od czasów powstania szkoły frankfurckiej pracują na rzecz zniszczenia etosu pracy oraz instytucji mogących w przyszłości go odbudować (głównie Kościoła), ponieważ tylko w ten sposób mieliby wytworzyć nowy proletariat gotowy ich poprzeć w dążeniu do władzy. Jednym z narzędzi antykulturowych marksistów, zdaniem Karonia, miałby być ruch LGBT, który określał jako agendę oraz ideologię.
Poza tym niepochlebnie oceniał współczesne kierunki rozwoju Unii Europejskiej, którą samą w sobie uważał za projekt realizowany w duchu Manifestu z Ventotene.
Był popularyzatorem własnej teorii, według której za „wyższe sfery” psychiki, które nazywał „ukulturowieniem” człowieka, odpowiada satysfakcja psychiczna, która według niego jest różnym doświadczeniem niż przyjemność zmysłowa mimo podobnej reakcji dopaminowej organizmu ludzkiego. Według Karonia człowiek tym odróżnia się od zwierząt, że posiada potencje psychiczne, które mogą być rozwinięte i w przeciwieństwie do zwierząt – człowiek nie jest skazany na to, aby kraść zasoby, tak jak one – mimo tych samych instynktów i popędów na poziomie biologicznym. Według niego człowiek ma możliwość opanowania kwalifikowanych umiejętności, w tym produkcji przez siebie dóbr, dzięki których ma możliwość rozwoju społeczności nieokradającej się wzajemnie. Kluczem jest pokonanie zasady nieprzyjemności i poddanie się dyscyplinie ćwiczeń, treningu oraz żmudnej nauki i pracy. Proces ten powstrzymuje jednak naturalna biologiczna zasada nieprzyjemności, która jak w przypadku zwierząt nakazuje organizmowi biologicznemu oszczędzanie energii i osiąganie korzyści przy jak najmniejszym wkładzie energii: maksymalną korzyścią, przy zerowym wkładzie energii – jest właśnie kradzież. Ten mechanizm według niego jest możliwy do przełamania, tylko poprzez wychowanie przez inną już wcześniej wychowaną dorosłą osobę, a nagrodą dla wychowanego młodego człowieka – dziecka – jest impuls biologiczny w postaci pozytywnej reakcji drugiej osoby co prowadzi do satysfakcji psychicznej u dziecka. Karoń zwraca uwagę, że pragnienie skupienia na sobie uwagi, bycia podziwianym i szukanie swojego miejsca w społeczeństwie, nie musi być jednoznacznie "dobre", a ów mechanizm może być zaspokojony i osiągnięty za pomocą zastraszenia, poniżenia czy zwykłej przemocy, ponieważ w tym przypadku człowiek również przyciąga uwagę drugiego człowieka – to jest swojej ofiary, również odczuwając przy tym przyjemność. W skrócie prowadzi to do konkluzji, że kultury są zarówno „dobre” jak i „złe”.  Według niego marksizm oraz między innymi ruch LGBT czy sztuka współczesna, szerzej wpisują się w definicję antykultury, która z premedytacją próbuje cofnąć ludzkość w rozwoju w celu osiągania korzyści i życia kosztem społeczeństw produkujących dobra, bez ponoszenia ciężaru ich produkcji własnym kosztem – pasożytnictwo.
Nieprzychylne opinie na temat poglądów i publicystyki Karonia zarzucają mu prymitywizm, stronniczość prowadzącą do braku spójności w wyciąganych wnioskach oraz posługiwanie się stereotypami.

## Publikacje
- 1998: Color management: teoria i praktyka (Warszawa; ISBN 83-87983-00-4)
- 2000: Techniki druku i komputer (Warszawa; ISBN 83-87983-01-2)
- 2016: Infantylizm krytyczny. Uwagi o reformie oświaty, „Arcana” nr 129[38]
- 2017: Historia współczesnego marksizmu, „Arcana” nr 135[39]
- 2019: Historia antykultury 1.0: podstawy wiedzy społecznej (Warszawa; ISBN 978-83-951952-1-1)

## Nagrody i wyróżnienia
- 2019: nagroda specjalna Polsko-Amerykańskiej Fundacji Edukacji i Rozwoju Ekonomicznego w ramach Nagrody Literackiej im. Józefa Mackiewicza za książkę  Historia antykultury[40]